# Квинт Дидий
Квинт Ди́дий (лат. Quintus Didius) — римский военачальник из плебейского рода Дидиев, наместник Сирии в 31—29 гг. до н. э.

## Биография
В 31 году до н. э. Гай Юлий Цезарь Октавиан после разгрома флота Марка Антония, предварительно объявленного «врагом Отечества», отправил Квинта Дидия управлять Сирией. Когда Октавиан завоевал Египет, Клеопатра решила бежать в Индию с флотом, который она провела через илистый канал в Красное море, но Дидий убедил Малха, царя набатеев, помешать этому плану, и поджёг её корабли в узком канале.
Тем временем иудейский царь Ирод I Великий перешёл на сторону Октавиана. Он поддержал Дидия, когда наместник Сирии заблокировал гладиаторов Марка Антония в Кизике, на северо-западе Малой Азии. Дидий заставил гладиаторов сдаться и поселиться в Дафне, пригороде Антиохии-на-Оронте.
Квинт Дидий собрал гладиаторов Антония в Дафне, в ожидании решения Октавиана; но Марк Валерий Мессала Корвин разослал их небольшими группами по разным местам под предлогом зачисления в легионы, а затем они были перебиты.